# モーリス・シャール
モーリス・シャール（Maurice Challe, 1905年9月5日 - 1979年1月18日）は、フランスのヴォクリューズ県生まれの空軍軍人。1961年4月22日にアルジェで発生した将軍達の反乱の首謀者の一人。陸戦にも造詣が深く有能な空軍指揮官であったが、思った事をすぐに口にする性格であったとされ、一度昇進の機会を逸している。

## 経歴

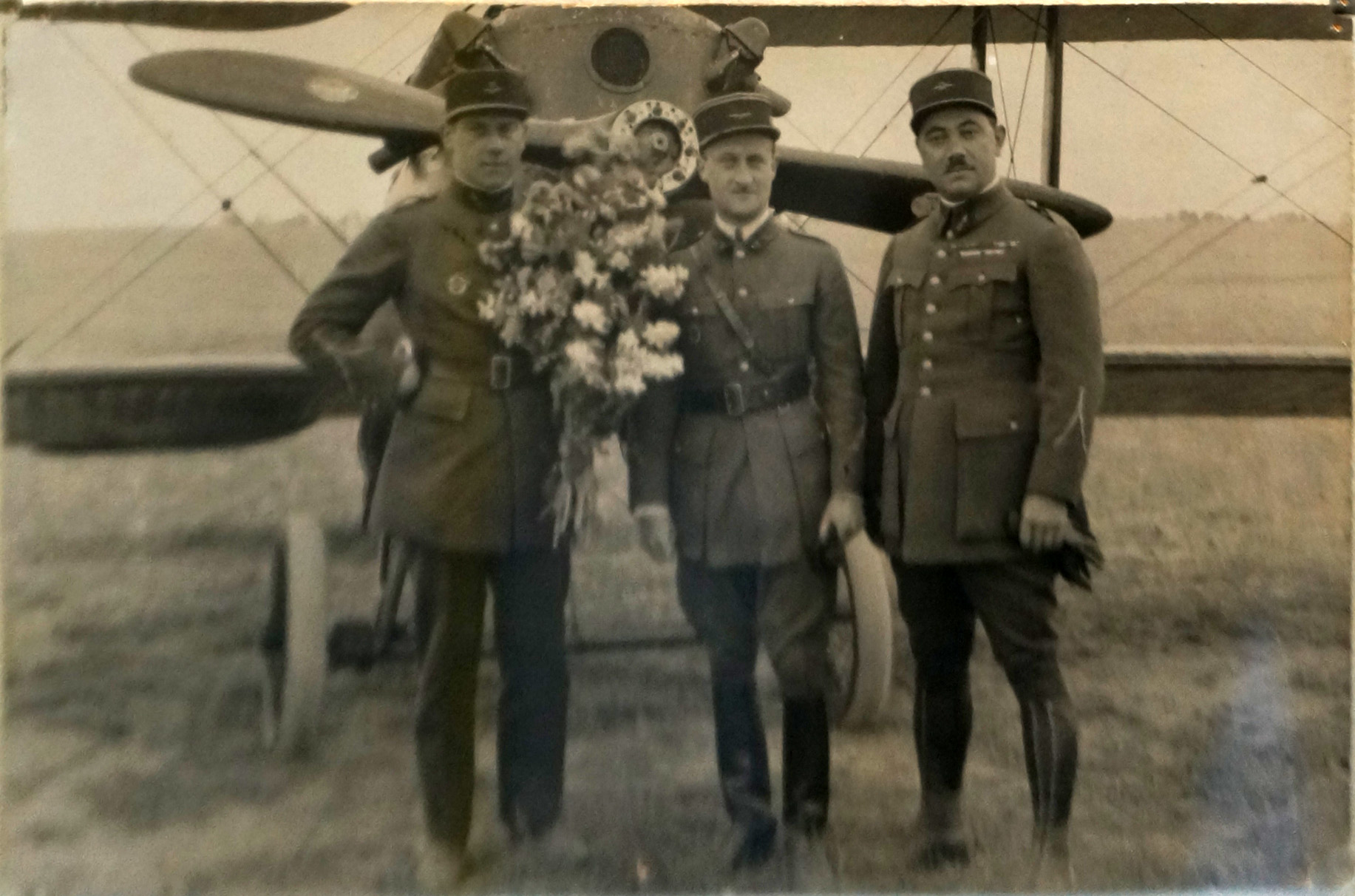
1924年頃のシャール（中央）

1923年、サンシール・コエキダン士官学校に入学、1925年に少尉に任官する。卒業後は空軍の入隊、パイロットの訓練を受ける。1932年に、大尉に昇任。1937年に、空軍大学校に入校。1939年7月に空軍参謀本部員になる。

### 第二次世界大戦
1940年、フランス北部の空中戦に参加、レジオンドヌール勲章（4等）を授与された。1940年6月のフランス休戦後、アビニョンでヴィシー・フランス空軍の2/14偵察戦隊の指揮官となる。ヴィシー政府の支配地域である「自由地域」がドイツに占領されると、レジスタンス組織「軍事抵抗組織」（ORA）に参加。「ギ（Guy）」と言うコードネームで活動し、1944年5月にはヴィシー・フランス空軍士官の立場を利用して、ドイツ空軍の重要な秘密文書をロンドンに送った。この功績によりウィンストン・チャーチルイギリス首相から感状を送られた。ノルマンディー上陸作戦後、爆撃戦隊の検査官となる。

### 戦後
1947年、空軍参謀本部へ異動。1949年、彼は准将としてモロッコ保護領にてフランス空軍の指揮を執る。1953年、航空戦学校長に就任。少将に昇任後、1955年に統合参謀本部次長となる。大将に指名をされると、空軍部隊司令官として1958年10月1日にラウル・サランアルジェリア駐留軍司令官の指揮下となる。

### スエズ動乱
ギー・モレ首相とは親密な仲であると知られ、彼の要請によりシャールは、モーリス・ブルジェスモヌーリ、クリスチャン・ピノーと共にフランス代表派遣団として、ナーセルによるスエズ運河の国有化に対する抗議のため、セーヴル（セーヴル条約）三者会談にフランス代表団員として参加。

### アルジェリア戦争
サラン将軍の突然の変心（アルジェ動乱）の後、シャールは1958年12月12日にアルジェに戻り第10軍管区総監に就任し、民政を担当するアルジェリア総督代理にはポール・ドルーヴリエが就任した。この人事によりアルジェリアにおける軍政に終止符が打たれることとなった。FLNに対する大規模攻勢を仕掛けるも（シャール計画）、戦術的には勝利を収めていたが政治戦略的には戦果は芳しくなく、1960年1月に辞任。NATO中央欧州連合軍（AFCENT）司令長官となる。事実上の懲罰であった。
1961年4月21日に、将軍達の反乱を起こすも、失敗し投降。

## その後
逃亡先で逮捕されたアンドレ・ゼレール将軍と共に高等軍事裁判所において禁固15年が言い渡され、パリの軍事刑務所に収監される。
1966年12月に保釈されて、1968年にド・ゴールの特命によって恩赦が行われる。回想録「我々の反乱」を記したのち1979年1月18日に亡くなった。